# Roger Assalé
Roger Claver Djapone Assalé (Abengourou, 13 de novembro de 1993) é um futebolista profissional marfinense que atua como atacante.

## Carreira
Roger Assalé representou o elenco da Seleção Marfinense de Futebol no Campeonato Africano das Nações de 2015.

## Títulos

### Costa do Marfim
- Campeonato Africano das Nações: 2015